# Dietrich von Ascheberg
Dietrich von Ascheberg (* unbekannt; † 2. April 1632) war ein römisch-katholischer Geistlicher und Domherr in Hildesheim und Münster.

## Leben
Dietrich von Ascheberg entstammte dem westfälischen Uradelsgeschlecht von Ascheberg und war der Sohn des Johann von Ascheberg zu Ichterloh und dessen Gemahlin Anna von Nagel zu Bustedt. Sein Bruder Heidenreich war Drost zu Werne und Herr zu Ichterloh. Mit dem Erhalt der Tonsur am 4. Dezember 1608 wurde Dietrich auf ein geistliches Leben vorbereitet. Am 18. Dezember 1609 empfing er die Niederen Weihen und wurde tags darauf Subdiakon. Er war Domherr in Hildesheim und nahm im Jahre 1611 eine münstersche Dompräbende in Besitz. Er hatte in Paris studiert und legte am 9. Dezember 1614 das Studienzeugnis der Universität Paris vor. Dietrich hinterließ kein Testament, so dass der Erzbischof Ferdinand den Nachlass für das Seminar bestimmte.